# Sune Alehammar
Sune Ingvar Alehammar, född 12 november 1922 i Malmö, död 14 december 1991 i Kungsbacka, var en svensk konstnär och medlem i KRO (Konstnärernas riksorganisation).
Alehammar utbildade sig vid Svenska Slöjdföreningen och Konstakademin i Stockholm. Han var verksam i huvudsak i norra Halland och Göteborg och var en av initiativtagarna till Fjäregruppen i Norra Halland. 1974 blev han Hallands konstförenings stipendiat.
Sune Alehammar finns representerad på Moderna museet och Vänersborgs museum. Han är begravd på Skogskyrkogården i Kungsbacka.